# Four (Bloc Party)
Four è il quarto album in studio dei Bloc Party, uscito nel 2012.
Il disco ha raggiunto la posizione numero 3 della Official Albums Chart.

## Tracce
1. So He Begins to Lie – 3:34
2. 3x3 – 2:39
3. Octopus – 3:05
4. Real Talk – 4:14
5. Kettling – 3:41
6. Day Four – 4:11
7. Coliseum – 2:29
8. V.A.L.I.S. – 3:20
9. Team A – 4:37
10. Truth – 4:00
11. The Healing – 4:19
12. We Are Not Good People – 3:20

## Formazione
Bloc Party
- Kele Okereke - voce, chitarra
- Russel Lissack - chitarra
- Gordon Moakes - basso, cori
- Matt Tong - batteria, cori

Altri musicisti
- Marika Hughes - violoncello
- Forest Christenson - violino
- Karen Piper - cori